# Маргулис, Виталий Иосифович
Виталий Иосифович Маргулис (16 апреля 1928 — 29 мая 2011) — пианист, музыковед и музыкальный педагог.

## Биография
Начинал учиться музыке в Харькове у своего отца, который учился у Александра Горовица, в свою очередь учившегося у Скрябина. Окончил Ленинградскую консерваторию (1951) у С. И. Савшинского. После нескольких лет работы в Свердловске в 1958 г. вернулся в Ленинград и до 1974 г. преподавал там же, испытывая, однако, постоянные трения с руководством консерватории:

Маргулиса не любили те, от кого многое зависело: коммунисты фортепианного факультета, члены партийного бюро и «лично» ректор консерватории, народный артист Советского Союза Павел Серебряков. <…> Маргулис никогда не выезжает с гастролями за рубеж. В Союзе концертирует, в основном, на периферии. Высшая аттестационная комиссия (ВАК) постоянно отказывает ему в присвоении звания доцента. Его статьи о фортепианном искусстве не публикуются. <…> Дать разрешение заниматься на консерваторском органе, что было необходимо пианисту, обратившемуся к творчеству Баха, ректор мог. Но и в этом Маргулису было отказано.

В 1974 г. Маргулис эмигрировал из СССР и оказался первоначально в Риме, где его выступление услышал немецкий клавесинист Станислав Хеллер, пригласивший Маргулиса в Германию. С 1975 г. Маргулис — профессор Фрайбургской Высшей школы музыки, с 1994 г. — Калифорнийского университета в Лос-Анджелесе.

## Музыковед
Маргулис занимался исследованием философско-символических смыслов музыки Баха и Бетховена. Его труд «„Хорошо темперированный клавир“ Баха и визуальная церковная символика» получил широкий резонанс в профессиональной среде. Книга «Об интерпретации фортепианных произведений Бетховена» была издана в 1991 г. в Москве. В 2003 г. опубликовал сборник афоризмов «Багатели» (нем. Bagatellen op. 9), представляя который, Марта Аргерих писала:

Эта поразительно вдохновляющая книга открывает окно в жизнь музыки и за руку ведёт нас в нашу любимую фортепианную страну. «Багатели» Маргулиса полны мудрости и юмора. Его выдающаяся интуиция, глубокое знание человеческой природы и духовных глубин равно увлекут и музыкантов, и немузыкантов. Эта книга неотразима.

Сборник автобиографических очерков «Паралипоменон. Новеллетты из жизни музыканта» был издан в 2006 г. московским издательством «Классика-XXI».

## Педагог
Ученики Виталия Маргулиса более сотни раз становились лауреатами международных конкурсов, в том числе двадцать восемь получили высшие награды. Среди воспитанников Маргулиса, в частности, Григорий Грузман, Филипп Бьянкони, Бернд Глемзер, Андреас Фрёлих и др.